# Ederauen zwischen Bergheim und Wega

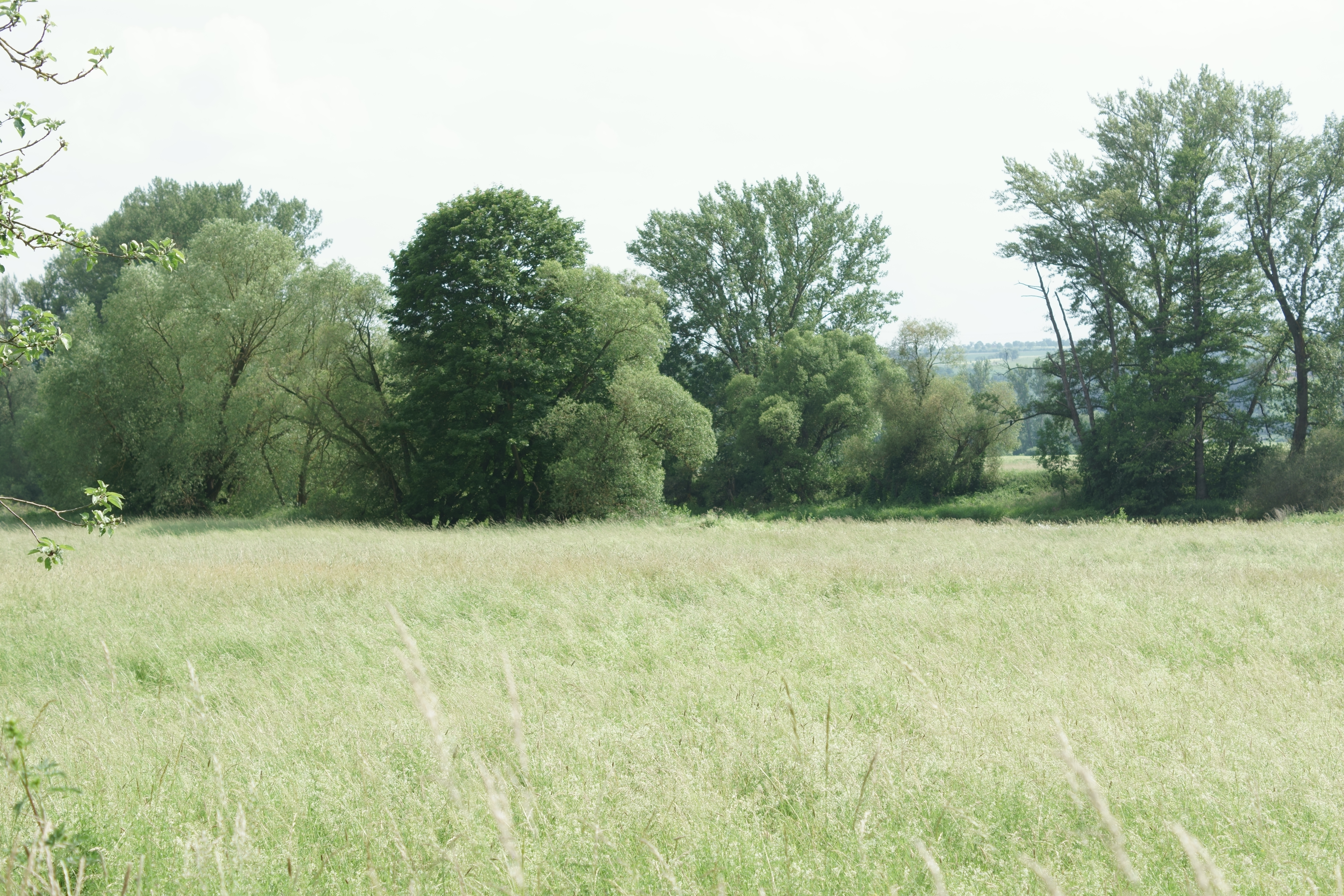
Naturschutzgebiet Ederauen zwischen Bergheim und Wega (Juni 2017)

Das Naturschutzgebiet Ederauen zwischen Bergheim und Wega liegt auf dem Gebiet der Stadt Bad Wildungen und der Gemeinde Edertal im Landkreis Waldeck-Frankenberg in Hessen.
Das etwa 67,9 ha große Gebiet, das im Jahr 1977 unter der Kennung 1635009 unter Naturschutz gestellt wurde, erstreckt sich südlich von Bergheim, einem Ortsteil von Edertal, und nördlich und nordwestlich von Wega, einem Stadtteil von Bad Wildungen, entlang der Eder. Westlich des Gebietes verläuft die Landesstraße L 3086, östlich die L 3383 und südlich die B 253.